# Turó de Castellassos
El Turó de Castellassos és una muntanya de 1.639 metres que es troba al municipi d'Alàs i Cerc, a la comarca catalana de l'Alt Urgell.